# Родаль, Вебьёрн
Вебьёрн Родаль (норв. Vebjørn Rodal,  16 сентября 1972 Беркок, Реннебу, Норвегия) — норвежский бегун на средние дистанции, олимпийский чемпион Игр в Атланте в беге на 800 метров, бронзовый призёр чемпионата Европы по лёгкой атлетике в Гётеборге.

## Карьера
Родаль родился и вырос в городе Беркок в губернии Сёр-Трёнделаг. На международных соревнованиях дебютировал в 1992 году на Олимпийских играх в Бареслоне, где дошёл до полуфинала в беге на 800 метров. Первую медаль на международных соревнованиях завоевал в 1995 году на чемпионате Европы по лёгкой атлетике в Гётеборге. Главная победа в карьере Родаля случилась на Олимпийских играх в Атланте в 1996 году, где он завоевал олимпийское золото. В финальном забеге Родаль догнал большую часть группы на втором круге, вырвался вперёд перед последним виражём и первым пересёк финишную черту.
На Олимпийских играх в Сиднее в 2000 году Родаль выступил неудачно, показав только восьмой результат в своём полуфинале. После этих Игр он завершил международную карьеру, но по-прежнему иногда выступал на национальных соревнованиях.